# ستين ماير
ستين ماير (بالهولندية: Stijn Meijer)‏ هو لاعب كرة قدم هولندي، ولد في 28 نوفمبر 1999 في ألسمير في هولندا. لعب سابقاً مع المير سيتي وإكسلسيور ودوردريخت وبي إي سي زفوله ونادي الشحانية.

## وصلات خارجية
- ستين ماير على موقع قاعدة بيانات كرة القدم.إي يو (الإنجليزية)
- ستين ماير على موقع Soccerway.com (الإنجليزية)
- ستين ماير على موقع عالم كرة القدم.نت (الإنجليزية)